# Gönnersdorf (archäologischer Fundplatz)
Koordinaten: 50° 26′ 51,5″ N, 7° 24′ 55,6″ O
Gönnersdorf ist ein archäologischer Fundplatz aus dem späten Jungpaläolithikum. Er ist nach dem Ortsteil Gönnersdorf des Neuwieder Stadtteils Feldkirchen im nördlichen Teil von Rheinland-Pfalz benannt, wo sich der rund 15.500 Jahre alte Siedlungsplatz aus dem Magdalénien fand. Er zählt zu den bedeutendsten und besterforschten Plätzen für das Leben in der Spätphase der letzten Kaltzeit, insbesondere Ernährung, Siedlungsverhalten und Kunst (gravierte Schieferplatten vom Fundplatz Gönnersdorf, Frauenstatuetten vom „Typ Gönnersdorf“).

## Bedeutung
Der Fundplatz Gönnersdorf ist einer der größten und besterforschten Siedlungsplätze der Spätphase der letzten Kaltzeit. Er liegt orographisch rechts des Rheins im westlichsten Zipfel des Wollendorf-Gladbacher Beckenhanges des Neuwieder Beckenrandes (etwa 70 Meter nördlich der Neuwieder Rheintalweitung) im Mittelrheinischen Becken und datiert mit etwa 15.500 Jahren in das späte Jungpaläolithikum bzw. das Magdalénien. Die eiszeitlichen Siedlungsreste waren aufgrund ihrer Überdeckung durch die Bimsschichten des in zwölf Kilometer Luftlinie entfernt liegenden Laacher See-Vulkans außergewöhnlich gut erhalten. Fundreichtum, gute Konservierung und großflächige, sorgfältige Ausgrabungen machen Gönnersdorf zu einem der weltweit wichtigsten Archive für das Leben am Ende der letzten Eiszeit. Der Platz war offenbar ein wichtiger und alljährlich aufgesuchter Treffpunkt für die mobilen Jäger-Sammler-Gruppen der damaligen Zeit. Der Fundplatz Gönnersdorf ist insbesondere für seine zahlreichen Kunstwerke (gravierte Schieferplatten, Frauenstatuetten vom „Typ Gönnersdorf“) weltberühmt. Besonders aufschlussreich sind die Funde und Strukturen auch für das Verständnis der Ernährungsweise und das Siedlungsverhalten.

## Forschungsgeschichte
Der Fundplatz Gönnersdorf wurde 1968 in einer Baugrube entdeckt, in der Steinwerkzeuge und Knochen unter der Bimsschicht aufgefallen waren. In den folgenden Jahren bis 1976 wurde neben der Baugrube und auf den angrenzenden Grundstücken unter der Leitung von Gerhard Bosinski eine Fläche von insgesamt 687 m² in 8 Grabungskampagnen ausgegraben. Dem Vorbild der Arbeiten am etwa zeitgleichen Freilandfundplatz Pincevent im Pariser Becken folgend, erreichten die Ausgrabungen und ihre Dokumentation in Gönnersdorf ein nach damaligen Maßstäben besonders hohes Niveau. Das reiche Fundmaterial wird bis heute durch das archäologische Forschungszentrum Monrepos erforscht. Aktuelle Projekte fokussieren besonders auf die Rekonstruktion des Siedlungsverhaltens und die Analyse der gravierten Schieferplatten. Moderne Analyseverfahren wie 3D-Scans, Isotopenuntersuchungen oder GIS-basierte Raumanalysen vervollständigen und präzisieren das Bild der eiszeitlichen Lebensweise in Gönnersdorf.

## Lage und Umwelt
Der Fundplatz Gönnersdorf liegt rechtsrheinisch auf dem Sporn einer Mittelterrasse des Rheins, 96–105 m ü. NN, auf einer windgeschützten sonnigen Hangfläche. Genau gegenüber am linken Rheinufer befindet sich der etwa gleichzeitige Fundplatz Andernach in nur etwa zwei Kilometern Entfernung. Der Rhein war in dieser Zeit flacher, breiter und in viele mäandrierende Arme unterteilt. Der Fundplatz liegt in der Nähe eines kleinen Bachlaufs, die Menschen hatten also möglicherweise direkten Zugang zu Frischwasser.
Die Magdalénienfundschicht befindet sich im Löss der Eiszeitsteppe. Auf ein trocken-kaltes Klima weisen auch einige der in Gönnersdorf nachgewiesenen Tierarten hin, z. B. Halsbandlemming, Eisfuchs, Schneehase, Pferd, Ren, Saiga-Antilope. Unter den nachweisbaren Arten sind aber auch Tiere anderer Lebensräume vertreten, die die spezifische Umweltsituation am Siedlungsplatz widerspiegeln. Sowohl aquatische Tiere (Fische wie Lachs und Forelle), als auch Vögel (Schwan, Ente, Gans, Schneeeule), schließlich Säugetiere (Gämse, Wolf, Ur, Mammut) gehörten zum Jagdspektrum. Durch Holzkohleanalysen lassen sich Rückschlüsse auf den Bewuchs um den Siedlungsplatz ziehen. Nachweisbar sind Kiefer (Waldkiefer, weitere Kiefernarten nicht auszuschließen), eine Art aus der Familie der Zypressengewächse (möglicherweise Gemeiner Wacholder) und Weide. Pollenanalysen weisen eine reiche Krautvegetation nach.

## Ernährung
Durch seine gute Knochenerhaltung und die genaue Dokumentation der Befunde, insbesondere der Gruben, gibt Gönnersdorf weitreichende Aufschlüsse über die Ernährungsweise in der späten Eiszeit, insbesondere die Jagd und Verarbeitung der Beute.

### Jagd
Eine vorrangige Rolle bei der Nahrungsgewinnung der Menschen in Gönnersdorf spielte die Jagd.
Belegt ist diese durch die vielen Funde von Tierresten. Auch Teile von Jagdwaffen wie Geschossspitzen aus Geweih und Stein (sog. Rückenmesser), die als Bewehrungen hölzerner Speere gedient haben können, weisen auf einen hohen Stellenwert der Jagd.
Als Jagdbeute nachgewiesen ist v. a. Pferd, aber auch Rentier, Wildrind, Saiga-Antilope, Gämse, Eisfuchs, Schneehase und verschiedene Vögel und Fische. Gönnersdorf ist also nicht der unmittelbare Jagdplatz, sondern Siedlungs- und Verarbeitungsplatz. Teilweise wurde die Beute am Tötungsplatz außerhalb von Gönnersdorf zerlegt und dann zur Weiterverarbeitung nur in Teilen an den Lagerplatz gebracht. Das zeigen Häufigkeiten der Präsenzen der verschiedenen Körperregionen der Tiere. So fehlen zum Beispiel Brustbeine von Pferden.
Bevorzugtes Jagdtier war das Pferd. Aus den Häufigkeiten der einzelnen Körperregionen lässt sich die Mindestindividuenzahl errechnen. So wurden z. B. 50 zweite Finger- bzw. Zehenknochen (Phalangen) gefunden, was auf mindestens 13 Individuen schließen lässt. Es ist aber von einer weit größeren Anzahl gejagter Pferde auszugehen, da weder sämtliche Knochen eines Tieres an den Lagerplatz kamen, noch sich alle dort hingekommenen Tierreste auch bis heute erhalten haben.
Die Auswertung der Rentierreste belegt 180 Knochen (-fragmente) von mindestens 4 erlegten Tieren, die ihres Fleisches, aber auch ihres Geweihes wegen gejagt wurden.
Von Wisent und Saiga-Antilope konnte je ein Knochen nachgewiesen werden.
Ein Mammutoberschenkelknochen, der nahe einer Feuerstelle gefunden wurde, ist nachweislich 2000 Jahre älter als die Siedlung. Man vermutet, dass dieser Knochen in der Umgebung aufgesammelt wurde und zusammen mit einer Rengeweihschaufel als Grillkonstruktion gedient hat. Darüber hinaus ist das Mammut durch Elfenbein belegt, vermutlich kam dieses als Rohmaterial aus der Umgebung in die Siedlung. Eine Jagd auf Ur, Wisent und Mammut ist aufgrund der geringen Knochenanzahl als unwahrscheinlich einzustufen.
Vom Eisfuchs konnten Knochen und Zähne von mindestens 30 Tieren nachgewiesen werden, bei den Schneehasen wurden bisher 300 Knochen von mindestens sieben Tieren gefunden. Beide Tierarten waren vermutlich weniger als Nahrungsquelle, sondern vielmehr ihres Felles wegen Beute.
Vereinzelte Reste von Fischen (Lachs, Forelle, Quappe) in Gruben belegen den Fischfang, der vermutlich ebenfalls eine große Bedeutung für das Nahrungsspektrum der Menschen hatte.
Vogelknochenfunde belegen die Jagd auf Schwan, Gans, Ente und Schneehuhn, wohl vorrangig als Nahrungsquelle, aber auch auf Kolkrabe, Möwe und Schneeeule, welche wohl eher ihrer Federn wegen gejagt wurden.

### Sammelwirtschaft
Trotz der vermutlich wichtigen Bedeutung der Sammelwirtschaft für die Menschen in Gönnersdorf konnten kaum Belege für das Sammeln von Vogeleiern, Früchten, Pflanzen und Beeren nachgewiesen werden. Nur vereinzelt wurden Pollen von Wildkräutern in Kochgruben gefunden, die auf die Zubereitung pflanzlicher Kost hinweisen könnten.
Ebenfalls mit der Pflanzenverarbeitung im Zusammenhang stehen als Reibsteine genutzte Felsgesteinplatten.

### Kochgruben
Am Lagerplatz selbst wurde in Kochgruben unterhalb der Schieferplatten mithilfe von Wasser und erhitzten Steinen Nahrung zubereitet, was durch Holzkohleschichten in den Gruben und durch Hitzeeinwirkung zerborstene Steine nachgewiesen werden konnte.
Vermutlich wurde auf diese Weise auch das Knochenfett ausgekocht, da viele der Tierknochen systematisch zerkleinert wurden. Die Kochgruben wurden später mit Abfall verfüllt.
Möglicherweise dienten einige Gruben unter den Schieferschichten auch der Vorratshaltung.

## Kunst und Schmuck
Kunst
Plastische Figurinen mit der Darstellung von Frauen in aufrechter Haltung und betonten Glutäen sind zumeist bruchstückhaft überliefert. Sie sind eponym für die in dieser Zeit europaweit verbreiteten Venusfigurinen von Gönnersdorf. Meist bestehen die Figurinen aus Elfenbein, es konnte auch Schiefer oder Geweih verwendet werden. Das Motiv der aufrechten Frau mit charakteristisch dargestellten Glutäen findet sich auch auf den gravierten Schieferplatten.
Schmuck
Aus den Eckzähnen von Hirschen, auch Hirschgrandeln genannt, wurden wahrscheinlich Halskettenanhänger gefertigt, darauf weisen Durchbohrungen hin. Den Hirschgrandeln wird oft eine Bedeutung als Prestigeobjekt zugeschrieben. Auch von anderen Tierarten wurden durchbohrte Zähne gefunden (Ren, Eisfuchs, Wildpferd). Die Schalen einiger Weichtiere konnten auf Kleidungsstücke genäht und gut sichtbar getragen werden oder ebenfalls zu Ketten verarbeitet werden. Die aus dem Mittelmeergebiet stammenden, winzigen und durchlochten Schmuckschneckengehäuse der Art Homalopoma sanguineum werden als Beleg für Tauschbeziehungen gesehen. Ob die Krallen des Kolkraben als Schmuck dienten, ist nicht sicher, doch die Verwendung von Hämatit, Ocker und Holzkohle scheint aus schmückenden Gründen eingesetzt worden zu sein. Perlen aus Gagat (fossiles Holz) fanden sich sowohl in Gönnersdorf als auch Andernach-Martinsberg, wobei bikonische Perlen in anderen Fundorten nicht vorkommen.

## Geräte aus Elfenbein, Knochen und Geweih
Aus Elfenbein, Knochen und bei Rentieren auch aus den Abwurfstangen wurde in Gönnersdorf eine Vielzahl verschiedener Werkzeuge, Waffenteile, Schmuck oder Kunstgegenstände gefertigt, welche bei Jagden oder anderen Tätigkeiten verwendet wurden. Das Material dazu konnte durch das Erlegen der Tiere oder dem Aufsammeln von vorhandenen Resten in der Umgebung gewonnen werden.
Größere Projektile gewann man aus aufgesammeltem, oftmals älterem Elfenbein. Dieses wurde zu halbrunden Projektilen, sogenannten baguette-demirondes, gearbeitet, mitunter sind selbige mit Ritzungen von Bär und Hirschkuh verziert.
Für Nadeln und Retuscheure wurden die härteren Langknochen des Pferdes verwendet.
Die länglichen, leicht gebogenen Geschossspitzen wurden aus Geweihspänen hergestellt, die man gezielt aus den Abwurfstangen herausgeschnitten hatte. Reste der Span- und Projektilherstellung wurden eher selten plastisch gearbeitet, dies kam jedoch in Einzelfällen auch vor.
Zu Harpunen wurden die größeren Geweihstücke gearbeitet und die meisten besitzen Widerhaken auf einer Seite, seltener sind solche mit zwei Reihen Widerhaken.
Querangeln (eine Art Angelhakenvorläufer, welcher auch für andere Tiere verwendet werden konnte) wurden mitunter aus Geweih gefertigt. Viele Knochen tragen weiterhin Gebrauchsspuren. Sie wurden als Hilfsmittel für die Steinbearbeitung oder Objekte von uns unbekannter Funktion verwendet.

## Steinwerkzeuge
In Gönnersdorf wurden mehr als 81.000 Steinartefakte gefunden, die zusammen etwa 76 kg wiegen. Die für das Jungpaläolithikum übliche Standardisierung des Werkzeugsspektrums entspricht den Geräten des Spätmagdaléniens.
 Rohmaterialien 
In Gönnersdorf wurden sowohl Artefakte aus regionalen Gesteinen als auch solche aus Gestein von weiter entfernten Lagerstätten gefunden. Es handelt sich dabei in den Fundkonzentrationen I und II um nordischen Feuerstein aus mindestens 100 km Entfernung und in Fundkonzentration III um Westeuropäischen Feuerstein. Außerdem wurden noch drei Steinklingen aus rötlichem Blutjaspis gefunden, deren Rohmaterial vom Hochrhein kam. Die beim Transport zurückgelegte Strecke ist mit 300 km Luftlinie die weiteste Distanz, über die Rohmaterial im rheinischen Paläolithikum transportiert wurde.
Von den regionalen Gesteinen sind unter anderem Kerne erhalten, was darauf hindeutet, dass hier das Steinwerkzeug aus einem ganzen Stein herausgearbeitet wurde, im Gegensatz zur Werkzeugherstellung aus Halbfabrikaten. Genauso ließen sich auch vom Westeuropäischen Feuerstein Kerne finden. Hingegen wurde beispielsweise der Maasfeuerstein bereits am Ursprungsort in Klingen und andere Halbfabrikate zerlegt, um leichter transportierbar zu sein. Die Fertigstellung der Werkzeuge geschah dann erst in Gönnersdorf.
 Schiefer 
Neben den bekannten gravierten Schieferplatten wurden auch andere Gegenstände aus diesem Material hergestellt, unter anderem Rondelle und Lampen.
Rondelle sind runde herausgearbeitete Schieferscheiben mit einem Durchmesser zwischen 1,5 und 6,5 cm. Sie wurden in der Mitte durchbohrt und mögen deshalb als Schmuckstücke umgehängt worden sein. Ihre genaue Funktion bleibt aber unklar. Es wurden mehr als 400 Exemplare gefunden. Die Stelle des Bohrlochs wurde manchmal mit einem Kreuz markiert. Die meisten der Rondelle sind unverziert, einige haben aber auch Verzierungen aus Kreisen, Dreiecken, Ovalen oder Radialstrahlen. Die Ränder wurden zuerst retuschiert, dann geschliffen.
Die Lampen sind gekennzeichnet durch die maximal einen Zentimeter tiefe Lampenschale, die in die Oberfläche einer dicken Schieferplatte eingetieft wurde. In dieser Lampenschale kann beispielsweise Talg mithilfe eines Dochts verbrannt werden. Im Experiment wurde nachgewiesen, dass eine solche Lampe viel Licht gibt.
Zahlreiche Schieferplatten dienten offenbar als Baumaterial, wurden jedoch nicht zu spezifischen Geräten umgearbeitet.
 Sonstige Steingeräte 
Es wurden einige kantige fragmentierte Quarzsteine in einer kleinen Grube gefunden, die als Kochsteine interpretiert werden. Der komplette Stein wurde dabei im Feuer erhitzt, um dann in eine mit Fell oder Leder ausgekleidete, mit Wasser gefüllte Grube gelegt zu werden. Auf diese Weise wurde das Wasser erwärmt. Bei dem ständigen Wechsel von heiß zu kalt sind die Steine dann zersprungen.
Von einem Gerät aus roter Schaumlava ist nur noch ein Bruchstück erhalten. Von der Form ist auf ein Beilbruchstück zu schließen, allerdings spricht die Porosität der Schaumlava gegen die Verwendung als Beil, da das Material zu brüchig ist.
Neben den bereits beschriebenen Steinartefakten gab es Schlagsteine und Retuscheure, die zur Steinbearbeitung benutzt wurden. Außerdem wurden Gerölle gefunden, die eindeutige Gebrauchsspuren tragen und z. B. dazu verwendet werden konnten, Markknochen zu zerschlagen, um an das Knochenmark zu kommen.

## Siedlungsstrukturen und Behausungen

### Siedlungsstrukturen
Die gesamte Grabungsfläche wurde entsprechend der Fundverteilung in vier Bereiche aufgeteilt. Im Süden liegt K I (Konzentration I), weiter nordwestlich K II. Über dieser liegt K III und weiter nördlich K IV.
Durch die heutige Bebauung konnte nicht die gesamte Siedlungsfläche ergraben werden, dennoch fand man vier voneinander räumlich abgetrennte Befunde, die als Behausungsgrundrisse gedeutet werden. Zu erkennen waren diese durch größere Gesteinskonzentrationen aus Schiefer, Quarzit und Quarz, mit darunter liegenden Grubenzonen und einer zum Teil flächendeckenden roten Verfärbung des Innenraums durch pulverisierten Hämatit. Zwischen und unter den Steinanhäufungen lagen zahlreiche Funde wie Steinartefakte und Knochen.

### Behausungen
In K I–K III bildete der äußerste Ring aus Steinmaterial mit einem Durchmesser von 6 (K III) bzw. von 9 m (K I u. K II) die Begrenzung der Behausung. Unter diesem Ring befanden sich kleinere Pfostenlöcher in regelmäßigen Abständen von jeweils 1,20 m. In der Mitte der Behausungen befand sich eine tiefe Grube für einen Mittelpfosten.
Aufbauend auf diese Befunde und angeregt durch völkerkundliche Vergleiche aus Asien rekonstruierte man rundliche Zelte aus senkrecht aufgehenden Wänden und einem flach-kegelförmigen Dach mit Firstloch, welches durch einen Mittelpfosten getragen wurde. Bedeckt war das Gerüst mit Fellen oder Leder. Die Bauten besaßen zwei Ausgänge, einen im Südosten und einen im Nordwesten. Der Innenraum war durch Steinanhäufungen, stegartige Pflasterungen und freiere Flächen gegliedert. Neben einer oder mehreren Feuerstellen gab es noch mehrere Gruben, welche als Vorrats-, Koch- oder Abfallgruben interpretiert wurden. Durch den Fund eines vollständigen, leicht verrußten Mammutoberschenkelknochens und einer Schaufel eines größeren Rengeweihs in der Nähe der Feuerstelle von K I, rekonstruierte man eine mögliche Grillvorrichtung.
In K IV wurde ein Grundriss eines Zeltes ohne Gruben freigelegt, das vermutlich eine tipi-artige Konstruktion aufwies. Neuerdings wird es aber auch als rechteckig bis trapezförmige Behausung rekonstruiert. Es hatte einen Durchmesser von fünf Metern und die äußere Begrenzung wurde durch größere Schieferblöcke gebildet, die als Beschwersteine des Wandfußes dienten. In der Mitte des Zeltes befand sich eine von Quarzit und Schiefer eingefasste und mit einer Basaltplatte abgedeckte Feuerstelle. Der Eingang lag im Südwesten, wie eine Untersuchung der Fundstreuung und die Verbindungslinien zusammengepasster Fundstücke deutlich belegten.

## Datierung (Siedlungszeitpunkt, -dauer und -frequenz)
Anhand von kalibrierten C14-Daten konnte der Fundplatz schon während der frühen Forschung in die Zeit um 13.000 v. Chr. datiert werden. Somit fällt er ins Spätmagdalénien.
Neuere Daten bestätigen diesen Forschungsstand weitgehend, weisen aber auch darauf hin, dass der Fundplatz Gönnersdorf bereits 400 Jahre früher als zunächst angenommen besiedelt wurde und somit zeitgleich mit Andernach-Martinsberg einzuordnen ist. Die Proben, welche für die C14-Datierung verwendet wurden, stammen größtenteils von Pferde- und Rentierknochen.
Die Wohnplatzfrequenz ist in Abhängigkeit zu den Fundkonzentrationen (K-I–K-IV) zu betrachten. Beispielsweise wurden im Gebiet der K-I Knochen von Pferde-Foeten gefunden, deren Entwicklungsstadium auf eine Jagd im Herbst und Winter deutet. In K-II wurden ebenfalls Knochen gefunden, welche jedoch auf ein späteres Entwicklungsstadium und somit auf eine Jagd im Frühling und Sommer hinweisen.